# Протасова, Софья Ивановна
Софья Ивановна Протасова (1878—1946) — советский учёный историк-антиковед и педагог, специалист в области социальной истории Древнего Рима, магистр, доктор исторических наук, профессор Томского, Саратовского и Московского университетов. Действительный член Исторического общества при Санкт-Петербургском университете.

## Биография
Родилась 4 октября [16 октября] 1878 года в Петербурге в семье врача.
В 1903 году окончила Бестужевские высшие женские курсы,
её педагогами по курсам были профессора С. А. Жебелёв, М. И. Ростовцев, И. М. Гревс. С 1903 по 1906 год была преподавателем по кафедре истории Рима на Бестужевских курсах. С 1906 года для повышения образования Министерством народного просвещения была направлена на семинары в Германии, где обучалась у профессоров в области античности Эдуарда Мейера, Германа Дильса и Отто Гиршфельда, где проучилась до 1909 года. С 1909 по 1916 год — преподаватель историко-филологического факультета Петроградских высших курсов имени П. Ф. Лесгафта. В 1917 году при Петроградском Императорском университете С. И. Протасова защитила диссертацию по теме истории древнего мира и ей было присвоено учёное звание магистр.
С 1917 по 1921 год — профессор всеобщей истории Томского государственного университета. С 1921 по 1931 год профессор Саратовского государственного университета, одновременно с 1923 по 1928 год являлась заведующий кафедрой истории древнего мира этого университета. С. И. Протасова оставила заметный след в становлении антиковедения в Саратове, с 1923 по 1928 год помимо преподавательской деятельности она была организатором университетской библиотеки, она добилась передачи в библиотеку более ста семидесяти тысяч единиц национализированных книжных коллекций, в том числе старопечатных книг и рукописей из крупных купеческих и дворянских собраний.
С 1935 по 1936 профессор ИФЛИ, проводила семинары в области древней истории, защитила диссертацию на соискание учёной степени доктор исторических наук по теме: «Экономика и социальные отношения в Италии во II и I вв. до н. э.». С 1936 по 1946 год — профессор МГУ. С 1938 по 1941 год — научный сотрудник Института истории АН СССР. 
Скончалась 28 сентября 1946 года в Москве.